# Tu montreras ma tête au peuple
Tu montreras ma tête au peuple est la première œuvre littéraire de François-Henri Désérable, parue le 5 avril 2013 aux éditions Gallimard.

## Résumé
Le titre du livre renvoie à la dernière phrase prononcée par Danton sur l'échafaud : « Tu montreras ma tête au peuple, elle en vaut la peine ». 
Il contient dix récits évoquant les derniers instants de figures célèbres ou anonymes guillotinées pendant la Révolution française : Charlotte Corday, Marie-Antoinette, Adam Lux, les Girondins, Danton, Lavoisier, le marquis de Lantenac, André Chénier, et Robespierre. Le dernier récit est consacré au petit-fils du bourreau Sanson. 

## Épigraphe
« It was the best of times, it was the worst of times », A tale of two cities, Charles Dickens. 

## Prix littéraires
Le recueil de nouvelles a reçu plusieurs prix littéraires : 
- Prix Amic de l'Académie française 2013
- Prix littéraire de la Vocation 2013
- Prix Jean d'Heurs du Roman Historique 2013

## Éditions et traductions
- Tu montreras ma tête au peuple, éd. Gallimard, coll. « Blanche », 2013  (ISBN 9782070139873)
- Tu montreras ma tête au peuple, Folio, 2014
- Tu montreras ma tête au peuple, FolioPlus classiques, 2016
- Espagnol : Muestra mi cabeza al pueblo, Cabaret Voltaire, 2016 – trad. Adoration Elvira Rodriguez
- Grec : Το κεφάλι μου να δείξεις στο λαό, Opera, 2024 – trad. Achilleas Kyriakidis